# Propeller (album)
Pour les articles homonymes, voir Propeller.
Propeller est un album du groupe musical Guided by Voices, sorti en 1992.

## Liste des titres
La liste des titres de cet album est :
1. Over the Neptune/Mesh Gear Fox - 5:41
2. Weedking - 2:39
3. Particular Damaged"1:59
4. Quality of Armor - 2:37
5. Metal Mothers - 3:18
6. Lethargy - 1:20
7. Unleashed! The Large-Hearted Boy - 1:59
8. Red Gas Circle - 1:25
9. Exit Flagger - 2:19
10. 14 Cheerleader Coldfront - 1:31
11. Back to Saturn X Radio Report - 1:33
12. Ergo Space Pig - 2:48
13. Circus World - 2:40
14. Some Drilling Implied - 1:40
15. On the Tundra - 2:38